# Rufino Jiao Santos
Rufino Jiao Santos (1908 - 1973) là một Hồng y người Philippines của Giáo hội Công giáo Rôma. Ông từng đảm nhận vị trí Tổng giám mục Tổng giáo phận Manila và Tổng Tuy úy Quân đội Philippines. Ông cũng là một nghị phụ tham dự Công đồng Vaticanô II và Mật nghị Hồng y 1963, bầu chọn Tân Giáo hoàng Phaolô VI.

## Tiểu sử
Hồng y Santos sinh ngày 16 tháng 8 năm 1908 tại Guagua, Pampanga, thuộc Philippines. Sau quá trình tu học dài hạn tại các cơ sở chủng viện theo Giáo luật, ngày 25 tháng 10 năm 1931, Phó tế Santos đã được truyền chức linh mục, thông quan đó trở thành thành viên của linh mục đoàn Tổng giáo phận Manila.
Ngàu 19 tháng 8 năm 1947, Tòa Thánh loan báo tin chọn linh mục Rufino Jiao Santos làm Giám mục Phụ Tổng giáo phận Manila, với hiệu tòa Barca. Tân giám mục đã được tấn phong sau đó vào ngày 24 tháng 10 cùng năm. Ba giáo sĩ tham gia vào nghi thức là Tổng giám mục Michael James O’Doherty của Tổng giáo phận Manila; hai vị phụ phong gồm có Gabriel Martelino Reyes, Tổng giám mục Tổng giáo phận Cebu và Mariano Aspiras Madriaga, giám mục chính tòa Giáo phận Lingayen. Tân giám mục chọn khẩu hiệu:Caritas in dilectione. Năm 1950, Tòa Thánh chọn ông kiêm thêm chức Giám quản Tông Tòa Giáo phận Lipa và ngày 30 tháng 5 năm 1950, thêm chức danh Giám quản Tông Tòa của Giáo phận Ìnanta.
Từ ngày 21 tháng 12 năm 1950 hoặc ngày 10 tháng 2 năm 1951, giám mục Santos còn là Tổng Tuyên Uý Quân đội Philipin. Ngày 10 tháng 2 năm 1953, Tòa Thánh bổ nhiệm Giám mục Phụ tá Santos lên làm Tổng giám mục chính tòa Tổng giáo phận Manila, ông vẫn giữ chức danh Tổng tuyên úy Quân đội. Ngày 25 tháng 3, Tân Tổng giám mục chính thức nhận sứ vụ này. Trong thời gian này, ông tham dự Công đồng Vaticnaô II với vai trò nghị phụ.
Trong Công nghị Hồng y tổ chức ngày 28 tháng 3 năm 1960, Giáo hoàng Gioan XIII vinh thăng Tổng giám mục Santos tước vị Hồng y Đẳng linh mục Nhà thờ Santa Maria ai Monti. Ba năm sau đó, Hồng y Santos là thành viên cử tri tham dự Mật nghị Hồng y 1963, chọn Giáo hoàng Phaolô VI. Ngày 3 tháng 9 năm 1973, hưởng thọ 65 tuổi.